# Svazarm
Svazarm neboli Svaz pro spolupráci s armádou (slovensky Zväzarm, Zväz pre spoluprácu s armádou) byla československá branná organizace ustavená 4. listopadu 1951 po vzoru sovětského DOSAAF.

## Svaz pro spolupráci s armádou podle vzoru SSSR
Dne 16. října 1951 schválila komunistická vláda zákon o ustavení jednotné dobrovolné branné organizace (zákon č. 92/1951 Sb. o branné výchově, posléze zákon č. 87/1952 Sb. o reorganizaci branné výchovy z 12. prosince 1952) Svazu pro spolupráci s armádou (zkratka SVAZARM), tehdy ještě pod zkratkou SARM, jejíž páteří se měla stát Lidová milice a hybnou pákou Československý svaz mládeže. Vzorem pro zřízení Svazu pro spolupráci s armádou se stal sovětský Svaz pro spolupráci s armádou, letectvem a námořnictvem (DOSAAF). 
SARM měl řídit a kontrolovat provádění branné výchovy u svých kolektivních členů, kterými se staly:
- Lidová milice,
- Československý svaz mládeže,
- Československá obec sokolská,
- Dobrovolný svaz lidového letectví,
- Autoklub republiky Československé,
- Československý Červený kříž,
- Československý sbor hasičstva,
- Českoslovenští amatéři-vysílači,
- Svaz chovatelů poštovních holubů,
- Kynologická jednota.[2]

Na podkladě branného zákona Svaz pro spolupráci s armádou zajišťoval přípravu nejširších vrstev pracujícího lidu na obranu vlasti, vychovával členy v duchu oddanosti lidově demokratické republice, k odhodlanosti jí bránit proti nepříteli, k věrnosti k Sovětskému svazu a ke státům lidových demokracií.
Politickou přípravu Svaz pro spolupráci s armádou zajišťoval obdobným způsobem jako v armádě. Brannou přípravu v dobrovolných kroužcích základních organizací kolektivních členů SARMu — a to na závodech ve městech a na venkově.
Tyto kroužky se větší jednotnost začaly slučovat do středisek kroužků, ve kterých probíhal základní vojenský výcvik, teprve později mělo dojít k jejich specializaci.
Za účelem šíření masového sportu Svaz pro spolupráci s armádou organizoval masové vojenské sportovní závody, pochodová cvičení na způsob vojenských taktických cvičení, dále prostřednictvím Československé obce sokolské vojenskou tělovýchovu (pěstování a každodenní zdokonalování síly, vytrvalosti, obratnosti při překonávání umělých a přirozených překážek, ovládnutí způsobu boje zblízka, přesuny na lyžích, způsoby plavání).
Úkolem nově založeného SARMu (později SVAZARMU) bylo též vychovává nové kádry řidičů motorových vozidel, traktorů, motocyklů, nákladních a osobních vozů, pro potřeby obrany vlasti. Masová politická a vojenská branná příprava měla být obdobně prováděna všemi dobrovolnými kolektivními členy Svazu pro spolupráci s armádou.
Masovou brannou výchovou přispějeme k posílení republiky, aby se stala pevným článkem bloku lidových demokracií v čele se Sovětským svazem, abychom společně ubránili věc míru a podle slov generalissima J. V. Stalina vzali věc míru do svých rukou a uhájili ji až do konce.
JISKRA, týdeník komunistické strany třebíčského kraje, 3.11.1951
Branná výchova se tak stala pro školní i mimoškolní výchovu povinnou. Právě SVAZARM se měl stát organizací, která by tento úkol plnila na úrovni zájmové činnosti. Svazarm poskytoval mimo výcviku branců, branných záloh či školení civilní obrany (CO) široké veřejnosti též školení traktoristů, spravoval autoškoly, později jeho práce obsahovala i kulturní část v Klubu přátel divadla či HI-FI klub. Zpočátku sdružoval zestátněné organizace spadající pod Národní frontu (např. Čs. svaz střelecký, Autoklub ČSR, Aeroklub ČSR, Klub důstojníků a praporčíků v záloze, atp.)

### Struktura a členská základna
Pod Ústředním výborem Svazarmu (zodpovídal za řízení Svazarmu) fungovaly Krajské výbory Svazarmu, kterým se ze své činnosti zodpovídaly Okresní výbory Svazarmu. Nejnižší složku pak tvořily Základní organizace Svazarmu (dále ZO), sdružující kluby (např. letecké, střelecké), kroužky (např. modelářské, výsadkářské) a sportovní družstva. Obzvláště v začátcích, kdy se KSČ potýkala s nedostatkem tzv. kádrů, zajišťovaly vedení svazarmovské činnosti komunističtí pracovníci z řad Lidových milicí,
Československá lidová armáda pak prostory a spolupráci při branných závodech a Ministerstvo obrany ČSSR finance.
 Národní finále branců a KDPZ připraveno. Okresní výbor Svazarmu v České Lípě byl pověřen čestným úkolem uspořádat národní finále soutěže branců všestrannosti a branců řidičů, které proběhne spolu se čtvrtým ročníkem republikové soutěže družstev Klubu důstojníků a praporčiků v záloze v sobotu a v neděli v České Lípě a na střelnicích v Manušicích a Skalici. Obě akce se konají na počest V. sjezdu české republikové organizace a VIII. sjezdu Svazarmu ČSSR.
Českolipský nástup, 16.6.1988
Členem Svazarmu (též lidově svazarmovcem) se mohl stát každý československý občan starší 14 let. Základní povinností člena Svazarmu byla: účast na práci v základní organizaci (ZO), účast na pořádaných ZO schůzích, propagace Svazarmu (podle směrnic Ústředního výboru, zejména na Dukelském závodu branné zdatnosti a Sokolovském závodu branné zdatnosti), získávání nových členů a zdokonalování se ve vybraném vojenském oboru. K tomu patřila povinná účast na předních společenských komunistických akcích (spartakiádách, prvomájových průvodech, oslavách „Vítězného února”, oslavných výročích k osvobození Československa Rudou armádou, VŘSR či na dnech Československé lidové armády).

## Transformace po roce 1989
24. března 1990 se Svazarm přetransformoval ve Sdružení technických sportů a činností (STSČ). Po třinácti letech (v roce 2003) sdružení změnilo název na Sdružení sportovních svazů České republiky (SSS ČR).

## Slovo Svazarm v názvech jiných organizací
Slovo Svazarm mělo ve svém názvu i občanské sdružení Svazarm, „organizace pro volný čas a sport“, založené v první polovině roku 2006.